# Aeródromo Coposa
El aeródromo Coposa (OACI: SCKP) es un terminal aéreo ubicado junto al salar de Coposa al interior de la comuna de Pica, provincia de Tamarugal, Región de Tarapacá, Chile. De propiedad privada, presta servicios para la mina Collahuasi, una de las mayores productoras de cobre del mundo.
Este aeródromo fue considerado en el año 2011 como uno de los aeródromos más difíciles para aterrizar en Chile, debido a su altitud y a los vientos cordilleranos.

## Aerolíneas y destinos

### Destinos nacionales
Aerovías DAP:
Iquique, Chile / Aeropuerto Internacional Diego Aracena
Santiago, Chile / Aeropuerto Internacional Arturo Merino Benítez